# 제23회 부일영화상
제23회 부일영화상은 부산을 기반으로 하는 일간지 부산일보가 주최했다. 2014년 10월 3일 부산광역시 해운대 그랜드 호텔 그랜드 볼룸에서 열렸으며, 배우 권율과 류현경이 사회를 맡았다.

## 후보 및 수상작
후보 및 수상작 전체 목록:
(수상작은 볼드체로 표시)
| 최우수 작품상                                                                                                | 최우수 감독상 |
| --- | --- |
| - 명량 - 변호인 - 경주 - 한공주 - 우리 선희                                                                  | - 홍상수 - 우리 선희 - 김한민 - 명량 - 박찬경 - 만신 - 양우석 - 변호인 - 장이모 - 경주                                                             |
| 최우수 남우주연상                                                                                            | 최우수 여우주연상 |
| - 송강호 - 변호인 - 최민식 - 명량 - 이선균 - 끝까지 간다 - 박해일 - 경주 - 손현주 - 숨바꼭질                 | - 심은경 - 수상한 그녀 - 배두나 - 도희야 - 천우희 - 한공주 - 전도연 - 집으로 가는 길 - 정유미 - 우리 선희                                          |
| 최우수 남우조연상                                                                                            | 최우수 여우조연상 |
| - 곽도원 - 변호인 - 백현진 - 경주 - 조진웅 - 끝까지 간다 - 이정재 - 관상 - 송새벽 - 도희야                   | - 김영애 - 변호인 - 조여정 - 인간중독 - 김새론 - 도희야 - 김성령 - 표적 - 이정현 - 명량 - 윤지혜 - 군도: 민란의 시대                               |
| 최우수 신인남우상                                                                                            | 최우수 신인여우상 |
| - 이주승 - 셔틀콕 - 조동인 - 스톤 - 이준 - 배우는 배우다 - 여진구 - 화이: 괴물을 삼킨 아이 - 임시완 - 변호인 | - 임지연 - 인간중독 - 천우희 - 한공주 - 김향기 - 우아한 거짓말 - 공예지 - 셔틀콕 - 류혜영 - 잉투기                                                 |
| 최우수 신인감독상                                                                                            | 최우수 각본상 |
| - 정주리 - 도희야 - 허정 - 숨바꼭질 - 김성훈 - 끝까지 간다 - 이수진 - 한공주 - 양우석 - 변호인               | - 신연식 - 러시안 소설 - 김성훈 - 끝까지 간다 - 이수진 - 한공주 - 신동익, 홍윤정, 동희선 - 수상한 그녀 - 양우석, 윤현호 - 변호인 - 연상호 - 사이비 |
| 최우수 촬영상                                                                                                | 최우수 미술상 |
| - 김태성 - 명량 - 조영직 - 경주 - 최찬민 - 군도: 민란의 시대 - 고낙선 - 역린 - 이모개 - 감기                 | - 장춘섭 - 명량 - 백경인 - 만신 - 조화성 - 역린 - 이하준 - 관상 - 박일현 - 군도: 민란의 시대                                                       |
| 최우수 음악상                                                                                                | 부일 독자 심사위원상 |
| - 조영욱 - 군도: 민란의 시대 - 조영욱 - 숨바꼭질 - 김태성 - 명량 - 모그 - 역린 - 모그 - 수상한 그녀          | - 변호인 |
| 유현목 영화예술상                                                                                            | |
| - 김동원 | |